# Орфанотрофио (Латина)
Орфанотрофио је насеље у Италији у округу Латина, региону Лацио.
Према процени из 2011. у насељу је живело 3 становника. Насеље се налази на надморској висини од 51 м.